# Promissão (kommun)
Promissão är en kommun i Brasilien.   Den ligger i delstaten São Paulo, i den södra delen av landet, 700 km söder om huvudstaden Brasília. Antalet invånare är 35 688.
Följande samhällen finns i Promissão:
- Promissão

Omgivningarna runt Promissão är en mosaik av jordbruksmark och naturlig växtlighet. Runt Promissão är det ganska glesbefolkat, med 50 invånare per kvadratkilometer.